# Eriocottis
Eriocottis is een geslacht van vlinders uit de onderfamilie Eriocottinae van de familie Eriocottidae. De wetenschappelijke naam van het geslacht is voor het eerst geldig gepubliceerd in 1847 door Philipp Christoph Zeller.

## Soorten
- E. andalusiella Rebel, 1901
- E. flavicephalana Issiki, 1930
- E. fuscanella Zeller, 1847
- E. hispanica Zagulajev, 1988
- E. maraschensis Rebel, 1936
- E. nicolaeella Gibeaux, 1983
- E. nodicornella Rebel, 1911
- E. paradoxella (Staudinger, 1859)
- E. pyrocoma Meyrick, 1891
- E. recticostella Caradja, 1920